# فرشتگان و دختران گاوچران
فرشتگان و دختران گاوچران (به انگلیسی: Cowgirls 'n Angels) یک فیلم خانوادگی آمریکایی محصول سال ۲۰۱۲ ، با هنرپیشگی بازیگر نوجوان برندهٔ جایزه ، بیلی مدیسن و نامزد جایزه اسکار ، جیمز کرامول و جکسون رادبون است.

## بازیگران
- بیلی مدیسن در نقش آیدا کلایتون
- جکسون رادبون در نقش جاستین وود
- جیمز کرامول در نقش ترنس پارکر
- آلیشیا ویت در نقش الین کلایتون
- فرانکی فیزن در نقش آگوستوس
- کتلین رز پرکینز در نقش ربکا
- دورا مدیسون بورگ در نقش کانزاس
- لسلی -ان هاف در نقش مدیسون
- درو واترز در نقش در نقش راولی وست/واکر
- نوئل کوئت در نقش نورا
- ریچی مک‌دونالد در نقش داگ گرنت
- امبر هیز در نقش امبر گرنت